# Павлова, Наталья Евгеньевна
Наталья Евгеньевна Павлова (в девичестве Донгаузер; род. 8 января 1956 года в Ленинграде) — тренер по фигурному катанию. В прошлом советская фигуристка, выступавшая в парном катании с Василием Благовым. Мастер спорта СССР. Известна прежде всего как тренер, создавший и приведший к первым победам спортивную пару Татьяна Тотьмянина и Максим Маринин, будущих олимпийских чемпионов.

## Спортивная карьера
Сначала занималась одиночным катанием у Виктора Николаевича Кудрявцева. Позже спортсменку пригласила к себе в группу Татьяна Тарасова, поставив в пару с Василием Благовым. Дебют пары был удачным: на турнире на приз газеты «Московские новости» в 1974 г. они были вторыми, затем выиграли Кубок Европы, а накануне чемпионата СССР того же сезона разболелись и заняли только четвёртое место. Тогда Татьяна Тарасова предложила Наталье поменять партнера, но пришлось бы отнимать его у подруги, на что она не пошла и завершила карьеру. Спустя некоторое время получила приглашение от Тамары Москвиной тренировать молодежь.

### Спортивные достижения
(с В. Благовым)
| Соревнования/Сезоны              | 1973/74 |
| -------------------------------- | ------- |
| Чемпионаты СССР                  | 4       |
| Приз газеты «Московский новости» | 2       |

## Тренерская деятельность
Свою тренерскую карьеру Наталья Павлова начала в качестве помощницы Тамары Москвиной. После конфликта с Москвиной Наталья Евгеньевна начала тренировать спортсменов самостоятельно. Именно к ней в 1993 году обратились чемпионы Европы Марина Ельцова и Андрей Бушков, решившие уйти из группы Москвиных, когда те начали настаивать на переходе пары в профессионалы, так как не видели перспектив у спортсменов в любителях. Вопреки ожиданиям новообразованный квартет (с Павловой работала хореограф Светлана Король, выполняющая попутно функции второго тренера, психолога и делавшая множество других полезных дел) не пошел под откос, а в 1996 году победил на чемпионате мира. В 1997 последовали европейское «золото» и «серебро» на первенстве мира. После неудачи на Олимпиаде Бушков и Ельцова решили прервать совместные выступления. Тогда Павлова сосредоточилась на работе со своими молодыми спортсменами Тотьмяниной и Марининым. Когда новая пара прочно закрепилась в сборной и стала вторым номером страны вслед за Бережной и Сихарулидзе, в группу к Павловой вернулись Бушков/Ельцова. Их появление не обрадовало Маринина и Тотьмянину, которые, посчитав, что в приоритете у тренера будут титулованные Бушков и Ельцова, решили уйти от Натальи Евгеньевны к Москвиной. В конечном итоге переход состоялся, но не к Москвиной, спортсмены ушли к начинающему тренеру Олегу Васильеву.
Осенью 2006 года Наталья Павлова по личному приглашению президента Федерации фигурного катания Москвы, префекта Северо-Восточного административного округа столицы Ирины Рабер, переехала в Москву, где тренирует на катке «Мечта». Среди её учеников Любовь Илюшечкина и Нодари Маисурадзе, Анастасия Мартюшева и Алексей Рогонов, Татьяна Данилова и Андрей Новосёлов.

## Семья
Вдова советского баскетболиста Юрия Павлова, имеет дочь Анастасию, которая работает вместе с матерью.

## Образование
Северо-Западный заочный политехнический институт (1979).

## Награды, звания и премии
- Мастер спорта СССР
- Заслуженный тренер России